# Zatom
Zatom [pronunciación en polaco: /ˈzatɔm/] (en alemán: Zatten) es un pueblo ubicado en el distrito administrativo de Gmina Drawno, dentro de Condado de Choszczno, Voivodato de Pomerania Occidental, en el norte de Polonia occidental. Se encuentra aproximadamente a 11 kilómetros al sureste de Drawno, a 30 kilómetros al este de Choszczno, y a 89 kilómetros al este de la capital regional Szczecin.
En el pueblo hay una iglesia católica.
Antes de 1945, el pueblo era en parte alemán y en parte del estado alemán de Prusia.